# Commissie-Peel

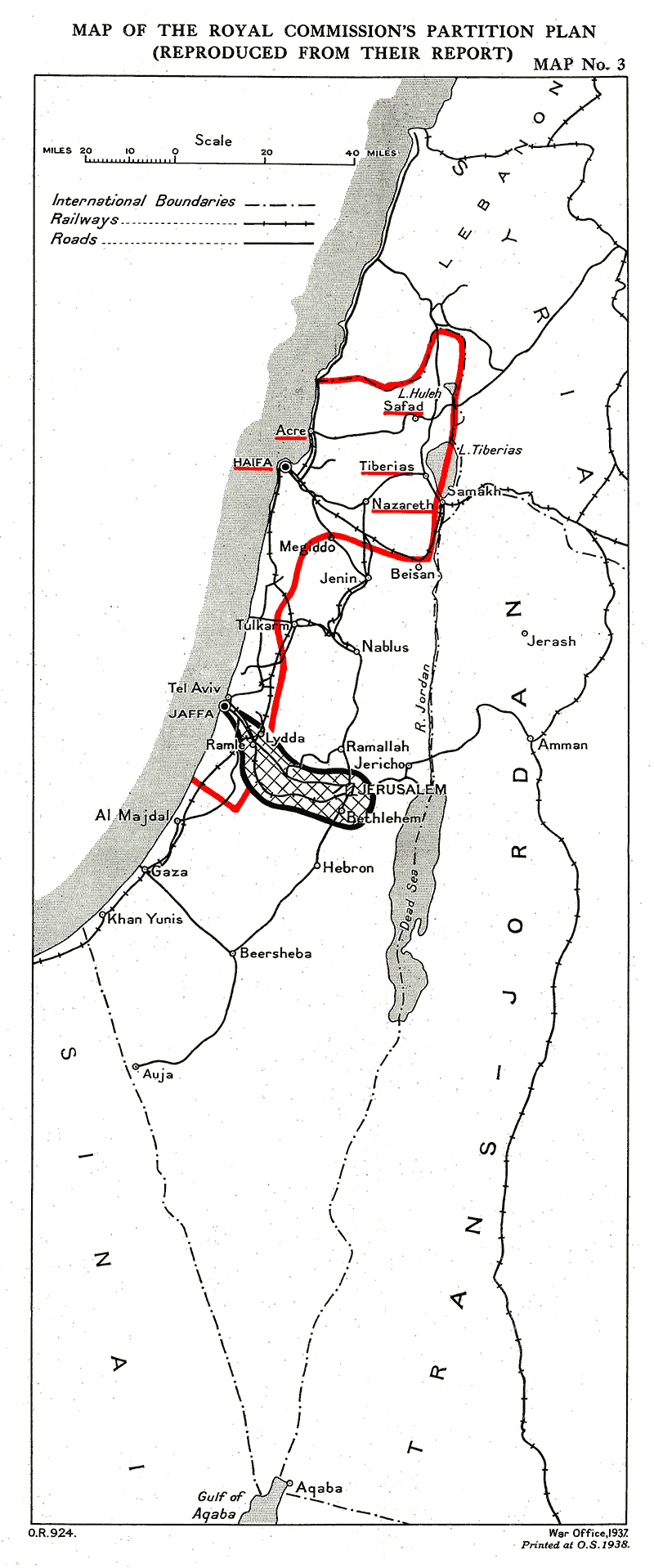
Verdelingsvoorstel van de Commissie-Peel

De Commissie-Peel was een commissie die door de Britse overheid was ingesteld tijdens het Britse bewind over het mandaatgebied Palestina. De commissie, die vernoemd was naar haar voorzitter, lord William Robert Wellesley Peel (1867–1937), stelde op 7 juli 1937 voor het eerst een opdeling voor van Palestina in een Joodse en een Arabische staat.
Na het begin van de Arabisch-Palestijnse opstand stelde het Britse mandaatsbestuur in augustus 1936 een onderzoekscommissie in onder voorzitterschap van William Peel. Een invloedrijk lid van deze commissie was de Oxford-historicus professor Reginald Coupland (1884–1952). De commissie kwam op 11 november 1936 aan in Palestina en ondervroeg meer dan 113 Joodse en Arabische getuigen, zowel gematigden als radicalen. 
Na deze enquête stelde de commissie een delingsplan op, omdat naar het oordeel van de commissie het conflict tussen de twee nationale gemeenschappen binnen de grenzen van het kleine land niet oplosbaar waren en de basis voor het samenleven binnen één staat ontbrak.
Volgens het plan zou het Joodse deel van het land de kustvlakte, de Jizreëlvallei een groot deel van Galilea omvatten, terwijl het Arabische deel Judea, Samaria en de Negev zou omvatten. Daarnaast zou er een door de Britten gecontroleerde corridor komen tussen Jeruzalem en de kust bij Jaffa. Om tot een homogene bevolking te komen was een bevolkingsuitwisseling voorzien analoog aan de bevolkingsuitwisseling tussen Turkije en Griekenland in de jaren twintig.
Het voorstel van de Commissie-Peel werd door de Arabieren, met uitzondering van koning Abdoellah I van Jordanië, grotendeels afgewezen. Aan Joodse zijde waren de meningen verdeeld. De Britse regering zette het plan niet door. In 1939 kwam de Britse regering met een nieuw voorstel: het MacDonald White Paper.